# Regeringen Jonathan Motzfeldt IV
Regeringen Jonathan Motzfeldt IV var Grønlands fjerde regering som sad fra 9. juni 1987 til 7. juni 1988. Regeringen var en flertalsregering med 7 landsstyremedlemmer fra Siumut (5 medlemmer) og Inuit Ataqatigiit (2 medlemmer).

## Regeringsdannelse
I marts 1987 udløste stigende uenigheder mellem Siumut og Inuit Ataqatigiit (IA) en regeringskrise i koalitionsregeringen, og der var rygter om at IA's to landsstyremedlemmer Josef Motzfeldt og Aqqaluk Lynge ville blive udskiftet med Agnethe Davidsen og Jens Lyberth fra Siumut. Siumut forhandlede med Atassut om at danne en regering med disse to partier, men der blev i stedet udskrevet nyvalg da forhandlingerne ikke førte til noget resultat. Ved valget 26. maj 1987 fik Siumut og Atassut begge 11 mandater, mens IA fik 4 mandater, og det nye parti Issittup Partiia kom ind med 1 mandat. Siumut og IA forhandlede sig frem til en ny regeringsaftale. Et af nøglepunkterne i forhandlingerne var hvilke og hvor mange landsstyreposter hver af de to partier skulle have. De endte med fortsat 5 landsstyremedlemmer til Siumut og 2 IA, men IA fik lovet et tredje landsstyremedlem for familie og sundhed når sundhedsområdet skulle overdrages fra Danmark omkring 1. januar 1989.

## Regeringen
Landsstyret bestod af disse medlemmer:
| Ressortområde                                            | Minister | Minister           | Tiltrådt posten   | Forlod posten     | Parti             |
| -------------------------------------------------------- | -------- | ------------------ | ----------------- | ----------------- | ----------------- |
| Landsstyreformand                                        |          | Jonathan Motzfeldt | 9. juni 1987      | 7. juni 1988      | Siumut            |
| Landsstyremedlem for Økonomi og Personale                |          | Hans Pavia Rosing  | 9. juni 1987      | 8. september 1987 | Siumut            |
| Landsstyremedlem for Økonomi og Personale                |          | Emil Abelsen       | 8. september 1987 | 7. juni 1988      | Siumut            |
| Landsstyremedlem for Erhverv og Industri                 |          | Moses Olsen        | 9. juni 1987      | 7. juni 1988      | Siumut            |
| Landsstyremedlem for Uddannelse og Arbejdsmarkedsforhold |          | Jens Lyberth       | 9. juni 1987      | 7. juni 1988      | Siumut            |
| Landsstyremedlem for Socialvæsen, Sundhed og GTO         |          | Aqqaluk Lynge      | 9. juni 1987      | 7. juni 1988      | Inuit Ataqatigiit |
| Landsstyremedlem for Bygder og Yderdistrikter            |          | Kaj Egede          | 9. juni 1987      | 7. juni 1988      | Siumut            |
| Landsstyremedlem for Handel, Trafik og Ungdomstjeneste   |          | Josef Motzfeldt    | 9. juni 1987      | 12. april 1988    | Inuit Ataqatigiit |
| Landsstyremedlem for Handel, Trafik og Ungdomstjeneste   |          | Johanne Petrussen  | 12. april 1988    | 7. juni 1988      | Inuit Ataqatigiit |

### Ændringer
- Hans-Pavia Rosing fratrådte som landsstyremedlem for økonomi i september 1987 fordi han var blevet valgt til Folketinget ved Folketingsvalget 1987.[6]
- Josef Motzfeldt blev i april 1988 tvunget til at forlade både landsstyret og landstinget efter at have fået en dom for spirituskørsel.[7] Han blev erstattet i landsstyret af Johanne Petrussen.[8]